# Белая сестра
«Белая сестра» (англ. The White Sister) — американский фильм-драма 1923 года с Лилиан Гиш и Рональдом Колманом в главных ролях, снятый Генри Кингом и выпущенный Metro Pictures. В основу фильма лёг одноименный роман Фрэнсиса Мариона Кроуфорда 1909 года. Он стал второй из четырёх экранизаций романа, предыдущая вышла в 1915 года. В 1933 году был выпущен звуковой фильм с Хелен Хейс и Кларком Гейбл, в 1960 году появилась мексиканская версия.

## Сюжет
Анжела Кьяромонте (Лилиан Гиш) и капитан Джованни Северини (Рональд Колман) влюблены друг в друга, но богатый отец Анжелы, князь Кьяромонте, не знает этого и готовит брак дочери с сыном графа дель Фериче. Однако в результате несчастного случая князь умирает.
Пока Анжела скорбит, её старшая сводная сестра, маркиза ди Мола, просматривает документы покойного отца и тайно сжигает один из них — завещание. Невозможность найти завещание означает, что не только всё имущество переходит маркизе, но и что Анжела становится никем, поскольку второй брак князя не был зарегистрирован гражданскими властями и не имеет юридической силы. Из-за этого граф дель Фериче расторгает брачный договор между Анжелой и его сыном.
Маркиза приказывает Анжеле покинуть дворец в тот же день, показывая, что всегда ненавидела сводную сестру за то, что та забрала любовь отца и Джованни, единственного мужчину, которого ди Мола любила. Мадам Бернард, компаньонка Анджелы, даёт ей приют.
Джованни находит Анжелу, но сообщает плохие новости. Он назначен командиром экспедицией в Африку и должен уехать следующим утром. Тем не менее, он обещает, что они поженятся в день его возвращения.
Лагерь Северини подвергается нападению арабов, итальянские газеты сообщают, что выживших не осталось. Когда Анджела слышит эти новости, она впадает в кататонию. Её отправляют в больницу Санта-Джованна д'Аза, которая находится в ведении монахинь. Через несколько дней художник Дюран, безнадежно влюбленный в Анжелу, пишет портрет Джованни и приносит его в больницу, надеясь, что это поможет. Анжела сначала думает, что пришёл Джованни, целует его несколько раз, но потом приходит в себя. Через некоторое время она сообщает монсеньору Сарачинеске, старому другу семьи, что она собирается стать монахиней, белой сестрой, в память о Джованни.
Однако Джованни не погиб. В течение двух лет он томится в плену, пока смерть его единственного товарища не даёт возможность одолеть охрану и сбежать. На корабле обратно в Италию ему приказано ни с кем не разговаривать до встречи с военным министром. В тот же день Анжела принимает последние клятвы на торжественной церемонии, посвящая свою жизнь католической церкви.
Старший брат Джованни, профессор Уго Севери, терпит неудачу после многих лет исследований, направленных на обуздание мощи Везувия. Он попадает в больницу Санта-Джованна-д'Аза. Джованни навещает его и случайно встречает Анжелу. После первоначального шока он обнимает и пытается поцеловать ее. Сначала она отвечает, но потом вспоминает обязательства и убегает в свою комнату. Монсеньор Сарачинеска удерживает Джованни от преследования, объясняя, что Анжела теперь замужем за Церковью.
Джованни отказывается принять такой исход. Он заманивает Анжелу ложными предлогами на станцию наблюдения своего брата и пытается заставить подписать петицию папе с просьбой об освобождении от обетов. Анжела отказывается. Когда Джованни видит, что все уговоры бесполезны, он позволяет любимой уйти.
Маркиза ди Мола пытается убедить монсеньора Сарачинеску, что Анжела ищет с ним близости. Он ей не верит, но все равно отправляется на станцию наблюдения. Тем временем Джованни замечает, что изобретение его брата указывает на скорое извержение Везувия. Он возвращается в город, чтобы предупредить жителей, по дороге разминувшись с Сарачинеской.
Экипаж маркизы терпит крушение, когда её лошади понесли, испугавшись молнии. Смертельно раненная, ди Мола ползёт к пустой церкви. желая лишь исповедоваться перед смертью. По случайному совпадению там же ищет убежища Анджела. Не узнав её, маркиза признается, что сожгла завещание отца из ненависти и спрашивает, простит ли её сестра. После видимой борьбы с эмоциями, Анжела отвечает, что простит, после чего её сестра умирает.
Везувий извергает лаву и разрушает дамбу водохранилища. Но предупреждённые Джованни, горожане в большинстве успевают спастись.Однако сам Джованни тонет, помогая матери и её детям. После этого Анжела просит Бога оберегать его, пока они не воссоединятся.

## В ролях
- Лилиан Гиш — Анжела Кьяромонте
- Рональд Колман — капитан Джованни Северини
- Гейл Кейн — маркиза ди Мола
- Дж. Барни Шерри — монсеньор Сарачинеска
- Чарльз Лейн — князь Кьяромонте
- Джульетта Ла Виолетта — мадам Бернар
- Густаво Серена — профессор Уго Севери
- Альфредо Бертоне — Филмор Дюранд
- Бонавентура Ибаньес — графа дель Фериче
- Альфредо Мартинелли — Альфредо дель Фериче
- Ида Карлони Талли — настоятельница
- Джованни Виккола — генерал Маззини
- Антонио Барда — учитель Альфредо
- Джакомо д'Аттино — адвокат князя
- Микеле Гуалди — адвокат графа
- Джузеппе Павони — архиепископ
- Франческо Социнус — профессор Торричелли
- Шейх Магомет — вождь бедуинов
- Джеймс Эбби — лейтенант Россини
- В. Дункан Мэнсфилд — командор Дорато
- Ферруччо Бьянчини
- Тельма Рэй

## Производство
Гиш отказалась от еженедельной зарплаты в 3500 долларов, предложенной Tiffany Pictures, и вместо этого подписала контракт с Inspiration Pictures с еженедельной ставкой 1500 долларов и правом на часть прибыли. Inspiration Pictures приобрела права на роман «Белая сестра» за 16 000 долларов.
Съёмочная группа из 24 человек отплыла в Неаполь (Италия) на борту SS Providence. Съёмки длились три месяца и проходили на студиях в Риме и на натуре в Риме и Неаполе, сцены в пустыне снимались в Алжире. Гиш вникала во все вопросы съёмок. Католическая церковь консультировала по религиозным аспектам. По утверждению Гиш, съёмки обряда посвящения в монахини продолжались 25 часов подряд с перерывом на 2,5 часа. Съёмки заняли почти вдвое больше времени, чем планировалось, отчасти из-за плохо оборудованных студий.

## Прокат
Премьера фильма состоялась 5 сентября 1923 года в Нью-Йорке без заключённого контракта на национальный прокат. Через полгода дистрибьютором согласилась стать компания Metro Pictures.
По состоянию на 31 декабря 1924 года фильм собрал в прокате 657 532 доллара, став по этому показателю шестым среди фильмов 1923 года, в том числе опередив такие ленты как «Безопасность прениже всего!» с Гарольдом Ллойдом и «Пилигрим» с Чарли Чаплином.

## Отзывы
Анонимный обозреватель New York Times писал, что фильм мог стать самой сильной любовной историей, когда либо появлявшейся на киноэкране, однако смерть Джованни в конце фильма и последующие события испортили впечатление. Также критик похвалил актёрский состав, особо выделяя Колмана и Кейн, а об актёрской игре Гиш писал как о привлекательной во всех сценах.
В обзоре следующей экранизации романа критик Мордонт Холл из New York Times отметил, что новой версии недостаёт реалистичности, которая была в немом фильме.